# Hugo Kronecker

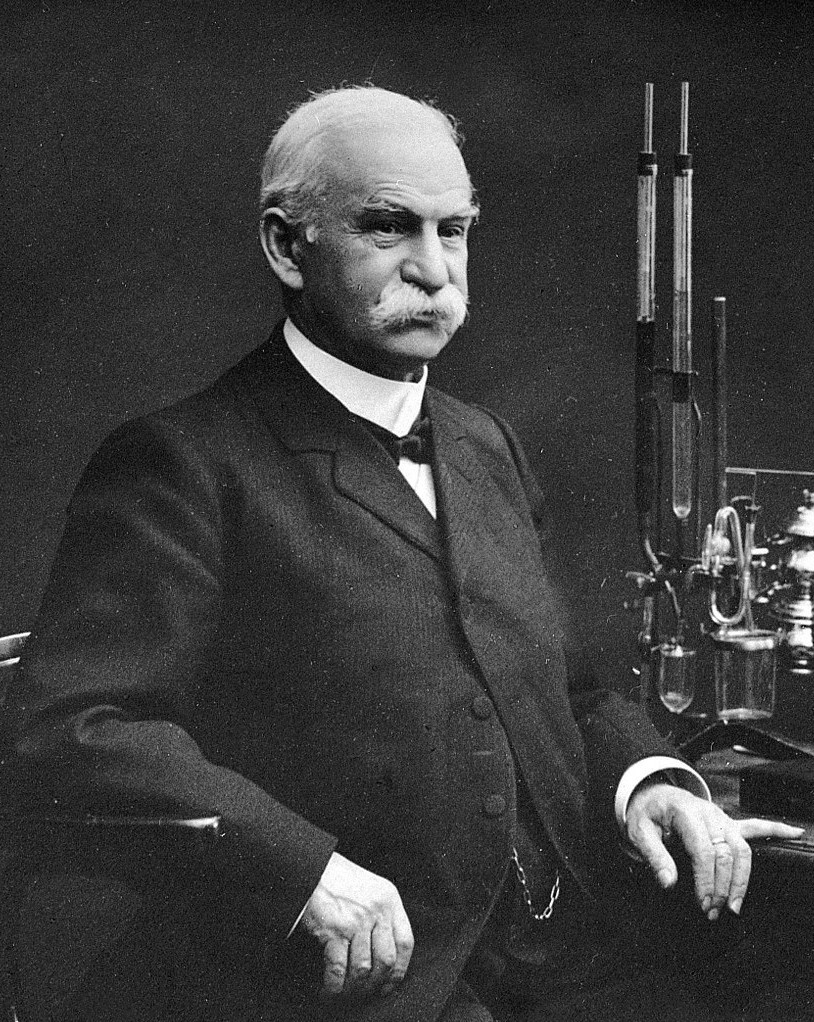
Hugo Kronecker, 1909

Karl Hugo Kronecker (* 27. Januar 1839 in Liegnitz; † 6. Juni 1914 in Bad Nauheim) war ein deutscher Physiologe. Er ist der Bruder des Mathematikers Leopold Kronecker (1823–1891).

## Leben
Kronecker entstammte einer gebildeten und wohlhabenden jüdischen Kaufmannsfamilie und studierte ab 1859 Medizin in Berlin, Heidelberg und Pisa. Er wurde im WS 1859/60 Mitglied der Burschenschaft Allemannia Heidelberg. Sein Studium schloss er 1863 mit seiner Promotion zum Doktor der Medizin über Muskelermüdung bei Emil Heinrich du Bois-Reymond in Berlin ab. Danach arbeitete als Assistent bei Ludwig Traube sowie bei Wilhelm Kühne.
1868 ging er an das von Carl Ludwig geleitete Physiologische Institut der Universität Leipzig, wo er nach der Teilnahme am Deutsch-Französischen Krieg als Medizinoffizier 1871 Assistent bei Ludwig wurde. Nach seiner Habilitation 1872 wurde er dort Privatdozent und ab 1875 außerordentlicher Professor in Leipzig. Ab 1877 war er außerordentlicher Professor in Berlin und Leiter des dortigen Instituts für Physiologie.
Von 1884 bis 1914 war er als Nachfolger von Paul Grützner ordentlicher Professor der Physiologie an der Universität Bern, deren Rektor er 1894–95 war. Er beschäftigte sich mit der Höhenkrankheit und erstellte 1894 das medizinische Gutachten zum Bau der Jungfraubahn. 1901 wurde er in die American Academy of Arts and Sciences und die National Academy of Sciences gewählt. Am 29. Oktober 1902 (Matrikel-Nr. 3152) wurde er zum Mitglied der Leopoldina gewählt.
Hugo Kronecker war der Sohn von Isidor Kronecker und Johanna geborene Prausnitzer sowie der jüngere Bruder des Mathematikers Leopold Kronecker. Er war mit Elise Gertrude Maria Bredschneider verheiratet und hatte mit ihr die Tochter Johanna Mathilde Charlotte und den Sohn Leopold Carl Wilhelm.

## Schriften
- De ratione qua musculorum defatigatio ex labore eorum pendeat. 1863.
- Über die Ermüdung und Erholung der quergestreiften Muskeln. In: Arbeiten aus der Physiologischen Anstalt zu Leipzig. 1871, S. 177–266.
- Das charakteristische Merkmal der Herzmuskelbewegung. In: Beiträge zur Anatomie und Physiologie. 1874, S. 173–204.
- Die Genesis des Tetanus. 1878.
- Ueber die Speisung des Froschherzens. In: Archiv für Physiologie. 1878, S. 321–322.
- mit Arthur Christiani: Thermische Untersuchungen. In: Archiv für Physiologie. 1878, S. 334–336.
- mit Arthur Christiani: Beziehungen zwischen Thermometrie und Plethysmometrie. In: Archiv für Physiologie. 1878, S. 336–340.
- mit H. Ph. Meyer: Ein neues einfaches Verfahren, die maximale Binnentemperatur von Thieren zu bestimmen. In: Archiv für Physiologie. 1878, S. 546–547.
- mit Theodore Cash: Ueber die Beweglichkeit der Muskeln in ihrem natürlichen Zusammenhange. In: Archiv für Physiologie. 1880, S. 179–180.
- mit Samuel von Basch: Zur Entgegnung des Hrn. Waldenburg auf seinen Blutdruckversuch an uneröffneter Arterie. In: Archiv für Physiologie. 1880, S. 280–283.
- mit Samuel von Basch: Ueber die Erhöhung der Erregbarkeit des Herzens durch wiederholte elektrische Reize. In: Archiv für Physiologie. 1880, S. 283–285.
- Bemerkung zur vorhergehenden Mittheilung: Ueber die Begriffe Summation von Reizen und Steigerung von Erregbarkeit. In: Archiv für Physiologie. 1880, S. 285–286.
- Ueber graphische Methoden in der Physiologie. In: Z Instrumentenkunde. 1, 1881, S. 26.
- Ein telegraphisches Kymometer. In: Z Instrumentenkunde. 1, 1881, S. 28.
- mit Samuel James Meltzer: Ueber die Schluckmechanismus und dessen nervöse Hemmungen. In: Monatsbericht der Königl. Akademie der Wissenschaften zu Berlin, 24. Januar 1881: 100–106 (biodiversitylibrary.org)

- mit Samuel James Meltzer: On the propagation of inhibitory excitation in the medulla oblongata. In: Proceedings of the Royal Society, 1881, 216: 27–29 (biodiversitylibrary.org)
- Das Coordinationscentrum der Herzkammerbewegungen. 1884.
- Altes und Neues über das Athmungscentrum. 1887.
- Die Innervation des Säugethierherzens. 1897.
- Die Bergkrankheit. 1903.
- Historische Daten über die Theorien der Muskelkontraktion. 1906.
- Der Capillarsphygmograph. In: Z Biol Technik Methodik. 2, 1910.